# Migración laboral
El término migración laboral se aplica, en las ciencias sociales, para aludir a las personas que se trasladan de zona geográfica principalmente por razones laborales (véase trabajo (sociología)). La migración laboral es una de las características destacadas de los mercados del trabajo.[cita requerida]
La razón de esta movilidad es que las personas en general y, más específicamente, los trabajadores en forma natural buscan mejorar su estado o situación económica en el tiempo y esto lo hacen enfocándose en el ingreso, es decir, optimizándolo a través de un trabajo que les reporte mayores entradas.[cita requerida]
En este proceso de búsqueda, pueden trasladarse a otras ciudades o regiones, es decir, migrando. Toda la economía se ve beneficiada; Greenwood (1975) definió este proceso como un mecanismo de equilibrio económico. Sin embargo, es evidente que no todos los trabajadores que pueden o desean migrar lo hacen; de lo contrario, la economía estaría cercana a un equilibrio o proceso de ajuste a este, asumiéndose la existencia de obstáculos a la decisión de migrar.[cita requerida]